# Eois zorra
Eois zorra är en fjärilsart som beskrevs av Paul Dognin 1896. Eois zorra ingår i släktet Eois och familjen mätare. Inga underarter finns listade i Catalogue of Life.